# Vragenuur (Tweede Kamer)

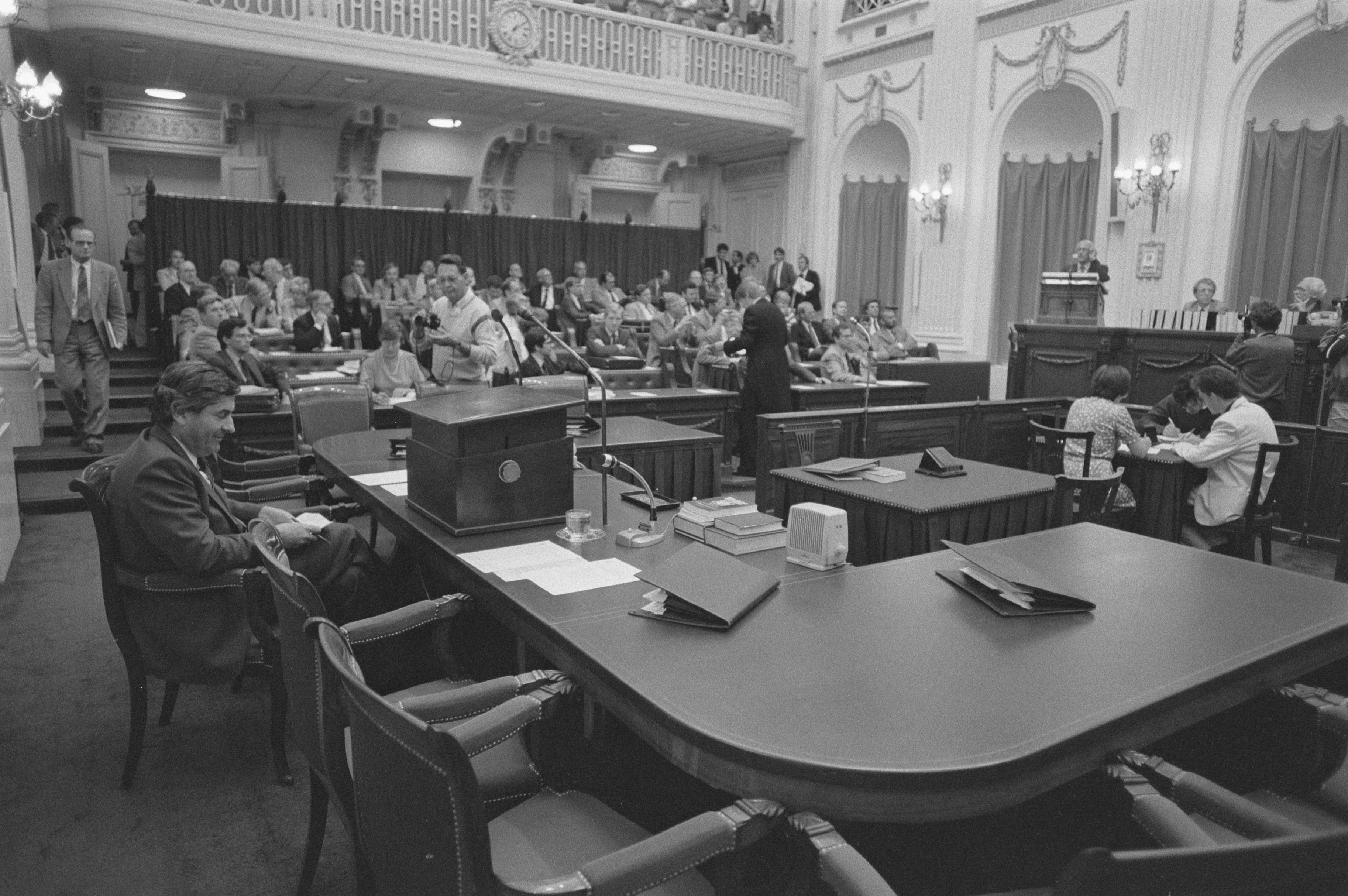
Minister-president Ruud Lubbers in de Tweede Kamer tijdens het vragenuur (28 augustus 1984)

Het Vragenuur in de Nederlandse Tweede Kamer is een wekelijks terugkerend onderdeel van een plenaire vergadering, waarin Kamerleden de gelegenheid hebben mondelinge Kamervragen aan de regering te stellen. Het vragenuur wordt elke dinsdag om 14.00 uur gehouden. Tijdens het vragenuur gaat het uitsluitend om 'vraag en antwoord'; interrupties en het indienen van moties en interpellaties zijn niet toegestaan. Het gaat hier niet om een debat.

## Procedure
Een vraag moet te allen tijde vooraf schriftelijk zijn ingediend bij de Kamervoorzitter. De dinsdag daarop, gedurende het vragenuurtje, herhaalt de vragensteller in kwestie zijn vraag mondeling waarna hij direct antwoord krijgt.
Zoals nog vastgelegd in het Reglement van Orde van de Tweede Kamer mag het stellen van een vraag hooguit twee minuten duren, waarna de betreffende bewindspersoon (staatssecretaris of minister) in maximaal vijf minuten de vraag moet beantwoorden. De vragensteller mag daarna nog vijf minuten benutten om aanvullende vragen te stellen aan de bewindslieden of andere Kamerleden. Deze hebben vervolgens weer drie minuten om hun antwoord te verkondigen.
De Kamervoorzitter heeft het mandaat om daarna nog ieder Kamerlid hoogstens één minuut extra spreektijd te geven, waarna iedereen weer drie minuten heeft om daarop te antwoorden.
In maart 2011 werd gestart met een experiment waarbij voor zowel het antwoord van de bewindspersoon als voor de aanvullende vragen twee in plaats van vijf minuten beschikbaar, voor het antwoord op de aanvullende vragen één in plaats van drie minuten en voor de vragen van de overige Kamerleden een halve in plaats van een hele minuut. Een en ander was bedoeld om meer vragen aan de orde te kunnen laten komen per zitting. Op 24 november 2011 werd de gewijzigde opzet aangenomen door de Kamer.